# 江杓
江杓（1900年12月19日—1981年2月3日），號星初，成長於天津及上海，中華民國政治人物。早年在天津就讀小學，旋入上海浦東中學。1919年五四運動時，擔任學校代表，爲上海學生會評議部評議員。浦東中學畢業後，赴德國留學。四年後以資罄輟學返國，入瀋陽大冶工廠，初任秘書，後升工程師。再赴德國求學，畢業後，考得德國特證工程師。1954年擔任經濟部部長、行政院政務委員等官職，於1981年2月3日病逝於臺灣臺北，享年81歲。

## 荣誉

### 中华民国勋章奖章
- 二等云麾勋章（1948年12月28日批准[5]）